# Jane Darwell
Jane Darwell (Palmyra, Missouri, 15. listopada 1879. - Woodland Hills, Kalifornija, 13. kolovoza 1967.), američka filmska, kazališna i televizijska glumica, dobitnica Oscara za najbolju sporednu glumicu (1940. godine).

## Životopis
Jane Darwell je rođena kao Patti Woodward u državi Missouri. Počela je glumiti u čikaškim kazalištima, premda se isprva željela pridružiti cirkusu. Prvu je filmsku ulogu zabilježila 1913. godine te je do 1915. snimila dvadesetak filmova. Nakon toga se vratila kazalištu. Na filmu je ponovo počela glumiti 1930. godine, nakon čega je preselila u Hollywood. Svojim je izgledom i godinama bila idealna za sporedne, karakterne uloge, najčešće majke jednog od glavnih likova. Poznata je njena izjava: "Glumila sam majku Henryja Fonde tako često da, kad god se sretnemo, zovem ga 'sine', a on mene 'mama', čisto da uštedimo na vremenu.".
Nakon što je 1939. imala manju ulogu u epskom Zameo ih vjetar, 1940. je Jane Darwell dobila Oscara za najbolju sporednu glumicu, za ulogu "mame Joad" u Plodovima gnjeva. Ulogu je dobila na inzistiranje upravo Henryja Fonde, koji je bio glavni glumac u filmu. Kako je imala ugovor sa studijem 20th Century Fox, Darwell se pojavljivala u velikom broju filmova te, kasnije, tv-serija. Do kraja karijere skupila je dvjestotinjak uloga na velikom i malom ekranu. Posljednja joj je uloga bila 1964. godine u Walt Disneyjevom mjuziklu Mary Poppins, gdje je nastupila uz mladu Julie Andrews.
Umrla je od srčanog udara 1967. godine u Los Angelesu, u svojoj 88. godini.

## Vanjske poveznice
- Jane Darwell u internetskoj bazi filmova IMDb-u (engl.)